# 사대맹룡
"사대맹룡"(四大猛龍)은 한국에서 제작된 김정용 감독의 1977년 액션 영화이다. 왕호 등이 주연으로 출연하였고 황영실 등이 제작에 참여하였다.

## 출연

### 주연
- 왕호
- 서영란
- 장일식

## 기타
- 조명: 박창호
- 미술: 이봉선